# ان‌اچ‌ال ۱۵
«ان‌اچ‌ال ۱۵» (انگلیسی: NHL 15) یک بازی ویدئویی است که توسط الکترونیک آرتز ورزشی و در سال ۲۰۱۴ منتشر شد. «ان‌اچ‌ال ۱۵» در پلت‌فرم‌های پلی‌استیشن ۴، اکس‌باکس وان، پلی‌استیشن ۳، و اکس‌باکس ۳۶۰ منتشر شده‌است.